# 上官安
上官安（前2世纪?—前80年?），西汉官员。上官桀之子。其女為漢昭帝之妻孝昭皇后。

## 生平
娶霍光長女霍氏，有一女上官氏，後任驃騎將軍。女儿上官氏因蓋長公主的關係，進宮為婕妤，前83年立為皇后。上官安得以加封為桑樂侯，食邑五千戶。詔曰：“朕以眇身獲保宗廟，戰戰栗栗，夙興夜寐，修古帝王之事，誦《保傅傳》、《孝經》、《論語》、《尚書》，未云有明。其令三輔、太常舉賢良各二人，郡國文學高第各一人。賜中二千石以下至吏、民爵，各有差。”上官安日以驕淫，在一次宮廷酒會上，“受賜殿中，出對賓客言：‘與我婿飲，大樂！’見其服飾，使人歸，欲自燒物。”“醉则裸行内，与后母及父诸良人、侍御皆乱。子病死，仰而骂天。”
元鳳元年（前80年）上官桀、上官安父子謀反，欲自立為帝，失敗被殺，“诏丞相部中二千石逐捕孙纵之及桀、安、弘羊、外人等，并宗族悉诛之”“旦以绶自绞死，后、夫人随旦自杀者二十馀人”。女儿上官皇后時年九歲，“以年少，不与谋，亦霍光外孙，故得不废”，仍繼續為皇后。

## 家族
- 父亲：上官桀（元凤政变被诛）
- 母亲：伍□
- 弟弟：上官亨（元凤政变被诛）
- 妻子：霍□（霍光之女）
- 长子：上官斯（元凤政变被诛），儿媳：□氏
- 次子：上官吉（元凤政变被诛），儿媳：□氏
- 儿子：上官期[註 1]，儿媳：□氏
- 女儿：上官□，女婿：汉昭帝